# Диего Лопес Пачеко-и-Портокарреро
Диего Лопес Пачеко-и-Портокарреро, также называемый Диего Пачеко и Диего Фернандес Пачеко (исп. Diego López Pacheco y Portocarrero; ок. 1447 — 26 ноября 1529, Эскалона) — кастильский дворянин, 2-й маркиз Вильена, 2-й герцог Эскалона, 4-й граф Сан-Эстебан-де-Гормас, 4-й сеньор Бельмонте, сеньор Серон, Тихола, Толокс и Монда, сеньор Осма по первому браку и главный королевский майордом (1472—1480).
Вместе со своим родственником, архиепископом Толедо Альфонсо Каррильо де Акунья, он был самым видным дворянином среди тех, кто поддерживал сторону Хуаны ла Бельтранехи во время Войны за кастильское наследство (1475—1479). Эту сторону, которая в конечном итоге проиграла, возглавлял король Португалии Афонсу V.
Во время Гранадской войны он был назначен генерал-капитаном пограничных войск и участвовал в военных действиях, приведших к капитуляции последнего мусульманского эмирата на Пиренейском полуострове. В 1519 году король Испании Карл I сделал его кавалером Ордена Золотого руна.

## Биография
Диего был старшим сыном Хуана Пачеко (1419—1474), одного из самых влиятельных политиков того времени, и его второй жены Марии де Портокарреро Энрикес.

### Правление Энрике IV
В 1468 году он унаследовал от отца титул маркиза Вильена, вскоре после этого женился на Хуане де Луна, которой тогда было всего двенадцать лет и которая была внучкой Альваро де Луна. Эта свадьба была частью семейного плана по наследованию части имущества Альваро де Луны. Хуана Пиментель (1404—1488), бабушка Хуаны де Луны, безуспешно пыталась предотвратить брак из-за вмешательства короля Кастилии Энрике IV.
27 сентября 1470 года он получил город Рекена после обмена городами, согласованного с Энрике IV и герцогом Инфантадо.
12 декабря 1472 года король Кастилии Энрике IV пожаловал его отцу Хуану Пачеко титул 1-го герцога Эскалоны. Он умрет в 1474 году, после чего Лопес Пачеко унаследует этот титул.
В то время как очень молодой Диего был избран магистром значительной части Ордена Сантьяго, другая его часть выбрала Родриго Манрике, отца поэта Хорхе Манрике. Диего Лопес Пачеко был заключен в тюрьму в замке Фуэнтидуэнья графом Осорно, который благодаря этому маневру увидел, что может управлять решением короля относительно обладателя титула магистра. Сам король вместе с большой группой дворян отправился на переговоры об освобождении маркиза Вильена, что заняло у них двадцать дней. Наконец, его освобождение произошло путем обмена пленными, так как королевская сторона заключила в тюрьму графиню и её сына.
Не прошло и двух месяцев после смерти Хуана Пачеко, и примерно через пятнадцать дней после этих событий, рано утром 11-12 декабря 1474 года в мадридском Алькасаре скончался Энрике IV Кастильский. «Среди дворян, сопровождавших его, был новый маркиз Вильена Диего Лопес Пачеко, которого король отличал с таким же предпочтением, как и его отец, и чья опека была возложена на Хуану, „дочь королевы“».

### Правление Изабеллы Католички

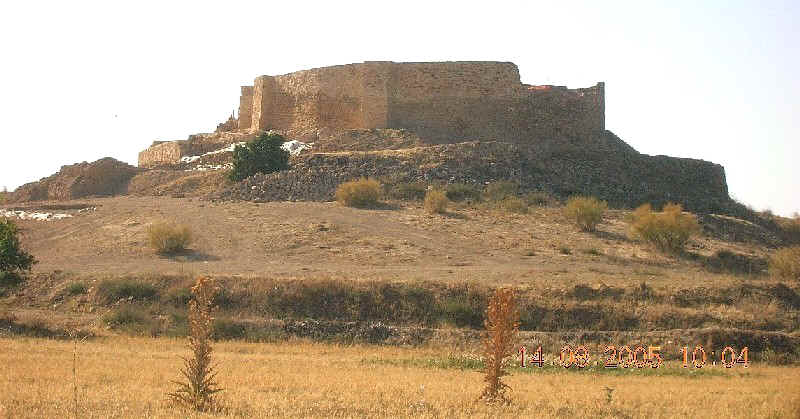
Кастильо-де-лос-Касарес (Мунера), полуразрушенный по приказу Изабелы Католички

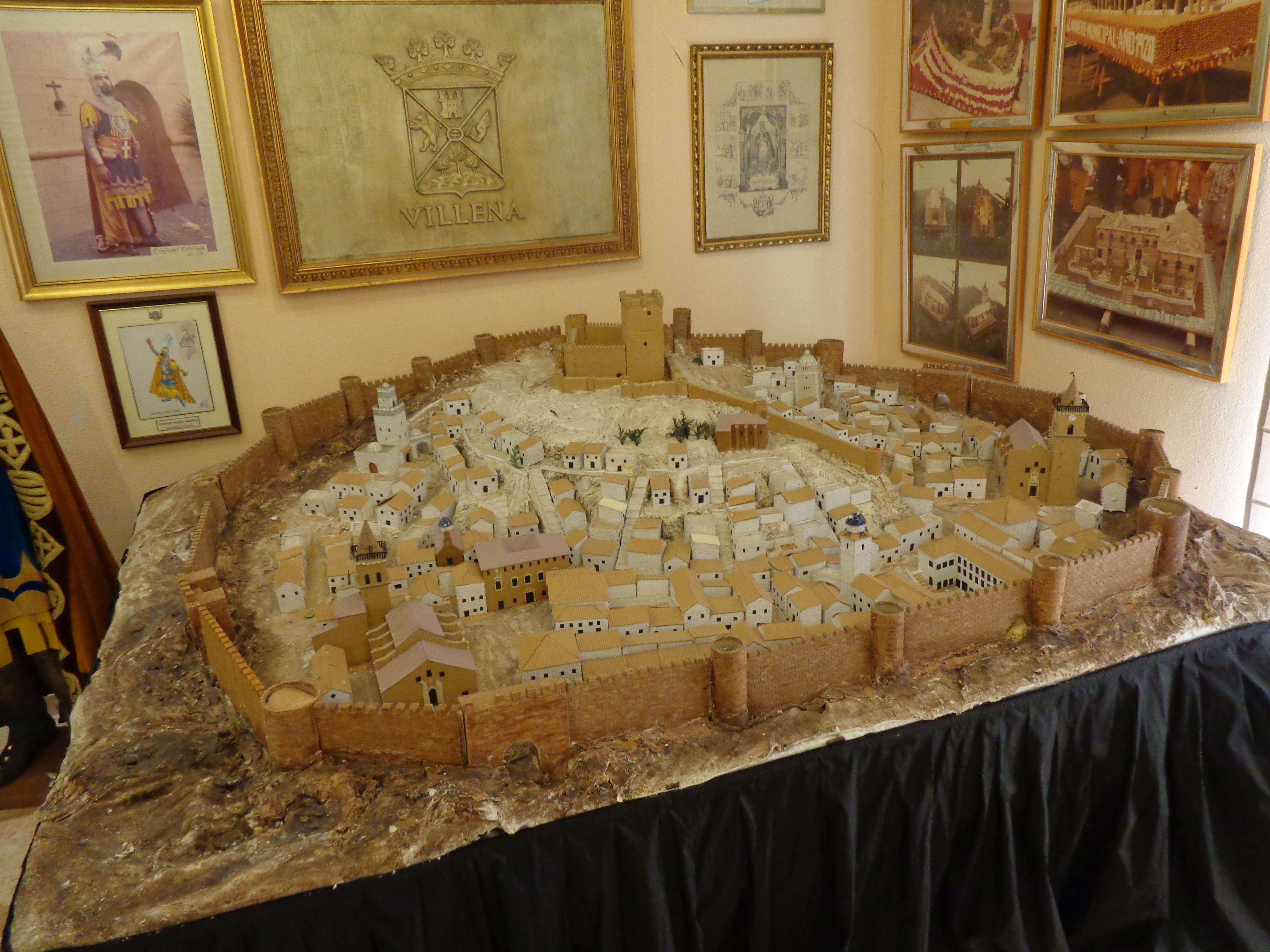
В 1476 году столица маркизата Вильена восстала против маркиза, осаждавшего Педро Пачеко в замке.

В войне за кастильское наследство (1475—1479) Диего Лопес Пачеко, как и его отец, поддержал Хуану ла Бельтранеху, которая в итоге проиграла войну за королевский трон. Сам Диего Лопес Пачеко был тем, кто, сменив в этом своего отца, охранял Хуану в 1474—1475 годах, сначала в мадридском Алькасаре, а затем в замках Эскалона и Трухильо.
В начале этой войны (1475 г.) начало военных действий было положено уже в марте месяце восстанием в Алькарасе. Его крепость, находившаяся в руках маркиза, осаждена местными повстанцами, а те, в свою очередь, должны выдержать осаду подкреплений, которые дон Диего посылает ему на помощь. Наконец, католические монархи в помощь городу осаждают последний, который вынужден сложить оружие. Это предполагает падение владений маркизы, как домино, в пользу Изабеллы.
Изабелла I Кастильская приказывает разрушить замки маркиза в Лесусе и Мунере (провинция Альбасете). Точно так же магистру Родриго Манрике удается захватить Уклес и его крепость, несмотря на защиту его надзирателя Педро де Пласуэла, сторонника Лопеса Пачеко. В Валенсии город Утель инициирует серию восстаний против своей зависимости от маркиза Вильена.
Со своей стороны, арагонские войска под командованием инфанта герцога Энрике де Арагонского-и-Пиментеля по приказу его двоюродного брата, короля Арагонского Фердинанда II, и его главного майордома Андреса Матео де Гвардиолы-и-Арагонского были посланы упомянутым государем для взятия замок Хумилья, которым заведовал Родриго Пачеко, смотритель его с 1468 года, сводный брат Диего и внебрачный сын Хуана Пачеко.
В 1476 году — до обещания стать королевскими городами — многие города и городки маркиза Вильены также восстали против Диего, который потерял контроль над большинством из них, включая такие важные, как Вильена, Чинчилья-де-Монтеарагон, Альманса и Вильярробледо, а также Утель и Рекена; они стали частью королевского наследия католических монархов после подписания второго соглашения между Лопесом Пачеко и католическими монархами 1 марта 1480 года, несмотря на попытки Диего восстановить их. Ему также пришлось отказаться от Альбасете. Короли, однако, позволили ему продолжать использовать титул маркиза Вильена, который они никогда не добавляли к своему. Он смог сохранить Эскалону и его герцогство, Бельмонте, Аларкон, Алькала-дель-Хукар, Сафра, Хумилья, Хоркеру и Гарсимуньос.
Именно в окрестностях этого последнего замка, сражаясь с осевшими там войсками маркиза, погиб поэт Хорхе Манрике. Зная, что поэт был тяжело ранен копьем, Диего Лопес Пачеко прислал собственных хирургов, но они не смогли предотвратить его смерть, наступившую вскоре после этого, 23 апреля 1479 года в Санта-Мария-дель-Кампо-Рус. Маркиз де Вильена сохранил этот замок нетронутым после подписания второго соглашения в Бельмонте 1 марта 1480 года. Его башни не были срублены по приказу католических монархов, как утверждают некоторые историки, потому что в отношениях городов епископства Куэнки, сделанные во времена Филиппа II, соседи уверяют, что венчающие их зубчатые стены содержатся в идеальном состоянии. На практике территория маркиза была сокращена до городов Аларкон, Бельмонте и Кастильо-де-Гарсимуньос, а также некоторых владений, сосредоточенных в районе Хоркера и Хумилья, а также некоторых изолированных городов, таких как Сафра-де-Санкара.
Его первая жена, Хуана де Луна, умерла в 1480 году, и ее титулы унаследовал их единственный сын Хуан Пачеко-и-Луна.
Несмотря на лишение многих своих территорий и сокращение своей военной мощи, маркиз Вильена сохранил высокий иерархический уровень, которым он обладал среди знати того времени. Согласно Книге Королевской палаты принца Дона Хуана, маркиз Вильена продолжал являться грандом королевства, являясь пятым среди высокопоставленных вельмож (выше графа Бенавенте и ниже герцога Медина-Сидония).
В 1482 году умерли два его самых видных родственника: его двоюродный брат, магистр Ордена Калатравы, Родриго Тельес-Хирон, сражавшийся в Гранадской войне, который умер всего в 26 лет, и его дядя, прелат Альфонсо Каррильо де Акунья, полу-заключенный во дворце своего архиепископства в Алькала-де-Энарес за его оппозицию королеве Изабелле.
Король Фердинанд взял крепость Тахара (Королевство Гранада) в 1483 году. Видное участие в этом действии занимает маркиз де Вильена.
В 1484 году Диего снова женился на Хуане Энрикес-и-Веласко, сестре Фадрике Энрикес де Веласко, адмирала Кастилии. С ней у него было большое количество детей. В том же году он участвовал в завоевании Алоры и Сетениля.
Одним из самых выдающихся его действий во время Гранадской кампании, сопровождаемых его капитаном Диего Муньосом, было взятие Малаги в 1487 году, которое в конечном итоге оказалось решающим, поскольку это был второй по значимости город последнего мусульманского королевства на Пиренейском побережье. Флаг, который взяли сарацины, до сих пор можно увидеть в часовне Сан-Хуана в коллегиальной церкви Бельмонте.
16 февраля 1490 года католические короли Изабелла и Фердинанд назначили его генерал-капитаном в Гранадской войне. Во время вырубки плодородной равнины Гранады он был ранен в мае месяце, потеряв правую руку, в этом бою погиб его сводный брат Алонсо Пачеко. 29 июля он получает военные инструкции от короля Фердинанда о Гуадиксе и крепости Андаракс, монарх обращается к нему как к «кузену маркиза». В то время он также отвечал за подавление важного восстания, эпицентром которого была Финьяна. Он также участвовал в окончательном завоевании крепости Эль-Падул, став его первым христианским надзирателем. Создание этой крепости в нескольких километрах от города Гранада позволило христианам господствовать в долине Лекрин, что имело решающее значение для осады и завоевания города Гранада. Он присутствовал при капитуляции, в результате которой город Гранада был передан католическим монархам. Его племянник, Хуан де Падилья, паж, которого очень уважала королева Изабелла, также погиб на этой войне.
В 1501 году, после смерти своего сына Хуана Пачеко-и-Луна, он стал графом Сан-Эстебан-де-Гормас, титул, который он передаст своим преемникам. Благодаря этому он включил в свои владения такие площади, как Алькосер, Айльон, Мадеруэло, Осма, Риаса и Сан-Эстебан-де-Гормас.

### Правление Хуаны и Филиппа I в Кастилии, регентство Фердинанда Католика
В конце 1504 года после смерти Изабеллы Католики новой королевой Кастилии стала Хуана I Безумная. В следующем году, в 1505 году, он получил владение Уэркаль-Овера в обмен на Шикену и замок Тириеса (Фонтанарес, Лорка). Вместе с большей частью кастильской знати он поддержал мужа Хуаны, эрцгерцога Бургундского Филиппа Красивого, против устремлений Фердинанда Арагонского. Диего стремился восстановить свою прежнюю сеньорию Вильена, поэтому он выбрал партию нового короля, у которого перед смертью был на столе документ, которым оно было возвращено ему, но который он не подписал.
В 1506 году у него родился сын Диего, который стал преемником его титулов. В 1507 году он обещает верность политике кардинала Сиснероса и регентству Фердинанда. С тех пор он рассчитывал на защиту этого короля.
Точно так же в 1509 году он получил от Хуаны I Кастильского сеньории Серон и Тихолы, гранты, полученные в королевстве Гранада (провинция Альмерия) за его вклад в войну, который он считал слишком маленьким, и Толокс и Монда в Малаге в качестве компенсации города Чинчилья, Альманса и Вильена, которые католические монархи обещали больше не уступать никакому дворянину.

### Период императора Карла I: рыцарь Золотого руна

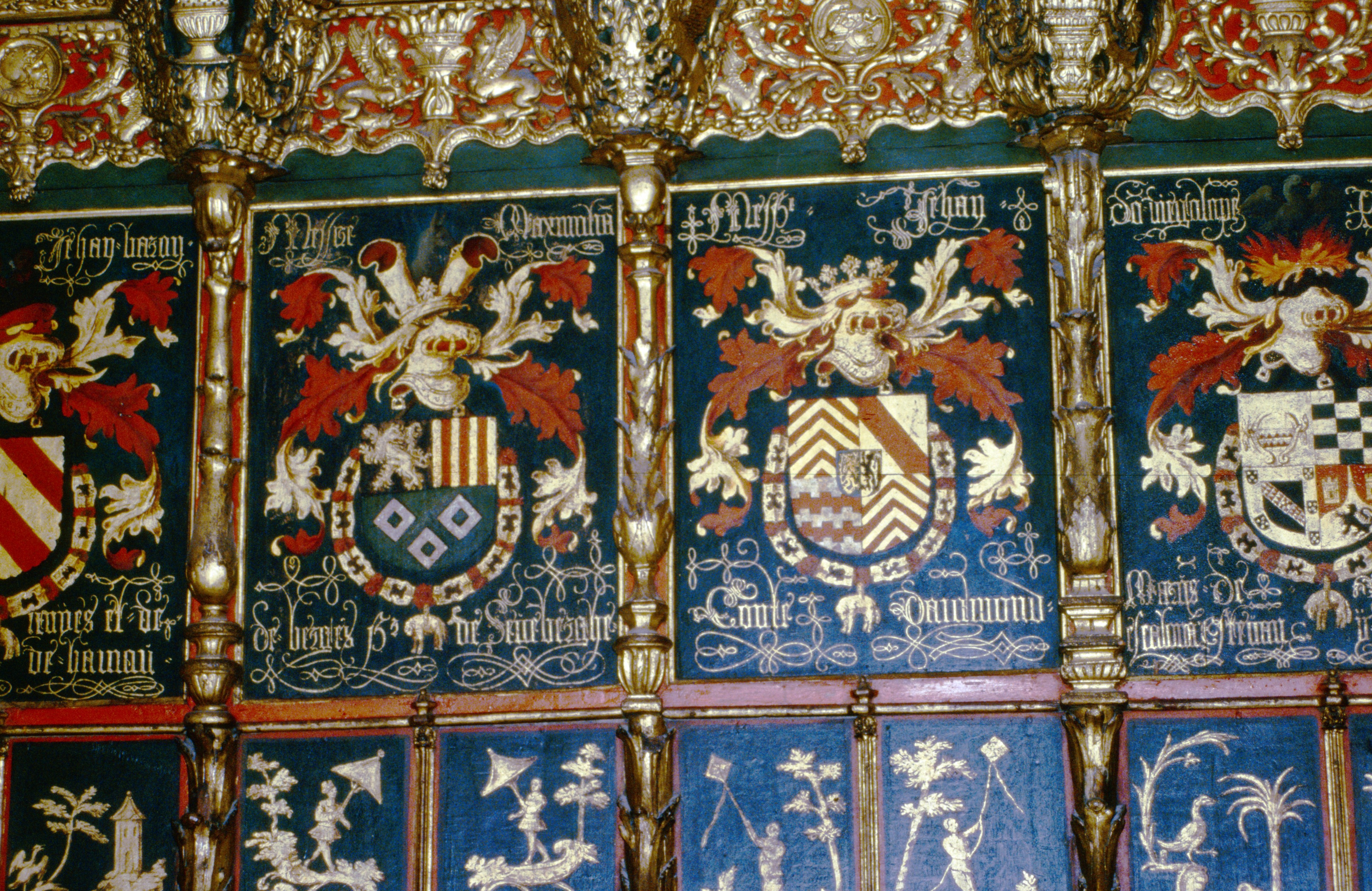
Хор Кафедрального собора Барселоны, гербы рыцарей Ордена Золотого руна; справа - Диего Лопес Пачеко

В 1519 году он был сделан кавалером Ордена Золотого Руна по инициативе молодого императора Карла, главы Ордена в то время, и был допущен вместе с десятью другими знатными людьми с латиноамериканских территорий в Капитул Барселоны. В порядке назначений он был на втором месте после герцога Альбы, Фадрике Альвареса де Толедо и Энрикеса, предшествовавшего герцогу Инфантадо.
Дом Пачеко получил в его лице титул гранда Кастилии в 1520 году, во время правления Карлоса I Испанского. Такое же внимание уделялось его двоюродным братьям из дома Тельес-Хирон в фигуре Хуана Тельес-Хирона.
В конце мая 1521 года, во время Восстания городов Кастилии, он тщетно пытался выступить посредником между населением Толедо, возглавляемым его племянницей Марией Пачеко, и армией короля Карлоса.
Он ссудил императору Карлу миллионы мараведи для финансирования его первой войны против Франции, благодаря которой он захватил Миланское герцогство.

## Смерть и погребение
Он умер 26 ноября 1529 года, будучи погребенным на полу главного алтаря монастыря Эль-Парраль. Его надгробие, сделанное из бронзы, было украдено, и в настоящее время в нынешней церкви нет упоминания о точном месте, где были найдены его останки. О его смерти сообщили на третьем Капитуле Ордена Золотого Руна, состоявшемся в 1531 году в Турне.

## Гуманизм и набожность

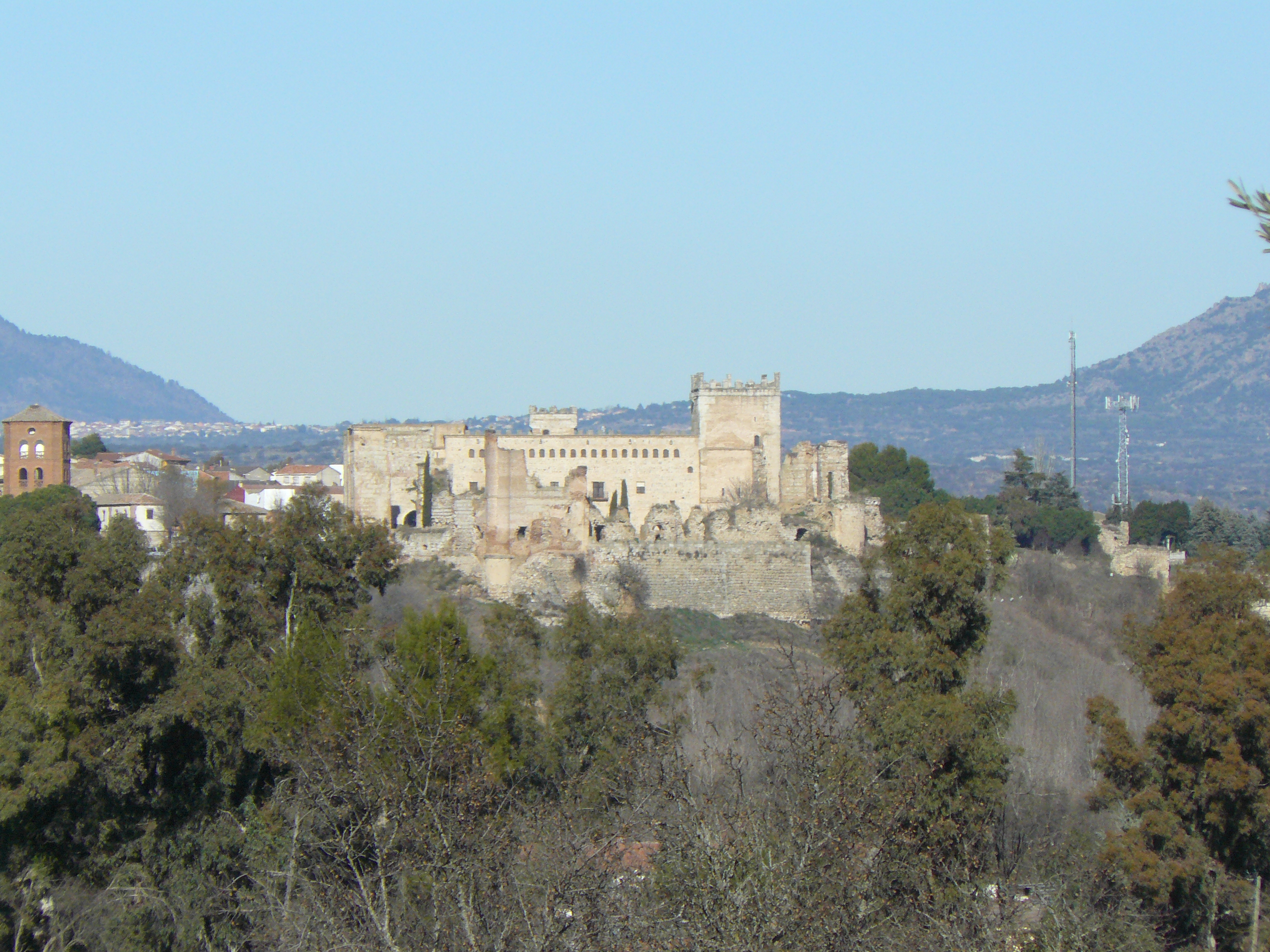
Замок Эскалона

В свое время Диего был важным меценатом и культурным пропагандистом. Он был поклонником Эразма Роттердамского и окружил себя неортодоксальным кругом, его считали «защитником новообращенных» и «духовников». В своем замке он приветствовал Педро Руиса де Алькараса и Изабель де ла Крус, которые сформировали группу алумбрадос Эскалоны, оба были приговорены к пожизненному заключению после следственного процесса. Педро Руис де Алькарас проповедовал в Эскалоне с 1519 года по просьбе маркиза. В 1527 году состоялась конференция в Вальядолиде. Маркиз Вильена сообщал Альфонсо де Вальдесу о том, как сильно он сожалел о том, что не смог присутствовать, чтобы «защитить Эразма от клеветы монахов». Франсиско де Осуна посвятил ему свою книгу "Третий алфавит " в 1527 году, а Хуан де Вальдес сделал то же самое два года спустя со своей книгой «Диалог христианской доктрины» (Университет Алькала-де-Энарес). Хуан де Вальдес также был страницей его службы в 1523 году, публикация этой книги привела к доносу на него в инквизицию и бегству в Италию, откуда он так и не вернулся. Хуан де Казалла, епископ Вериса, который также был капелланом кардинала Сиснероса, также находился в то время в замке Эскалона. Другими выдающимися личностями, с которыми он общался, были Франциска Эрнандес, Франсиско Ортис и монахи Франсиско де Окана и Хуан де Олмильос, приор францисканцев Эскалоны.
Фернандо дель Пульгар приписывает ему в своем Cancionero General изречение «жизнь умирает, а слава живет всегда».
Он также финансировал ход работ и укрепление монастыря Эль-Парраль, куда он перенес останки своего отца Хуана Пачеко. Среди работ, продвигаемых в этом иеронимитском монастыре Диего Лопесом Пачеко, выделяются работы главной часовни. В Бельмонте он сделал этот город особенным моментом великолепия благодаря строительству ценных зданий, таких как монастырь доминиканских монахинь, монастырь монахинь-концепционистов, монастырь Сан-Франсиско. Он основал монастырь Santísima Encarnación de Escalona (1520 г.) в стиле поздней готики и Convento de la Concepción Franciscana de Ayllón (6 июня 1528 г.). Он также внес свой вклад в строительство церкви Святой Троицы в Аларконе13 и заказал строительство Эрмитажа Девы де Утешения в Торредонхимено. В 1527 году он построил больницу Сан-Андрес в Эскалоне, которая сейчас не существует.

## Браки и потомство
Диего Лопес Пачеко-и-Портокарреро был дважды женат:
Его первой женой стала Мария Хуана де Луна Пиментель-и-Суньига (1456—1480), графиня Сан-Эстебан-де-Гормас, внучка Альваро де Луна и Альваро де Суньига-и-Гусман, 1-го герцога Бехара, наследницей и единственной дочерью Хуана де Луна и Пиментель (1435—1456), 2-го графа Сан-Эстебан-де-Гормаса, сеньора Айльон, Мадеруэло и Фресно-де-Кантеспино. Она также была сеньорой города Осма и Инфантадо, а также городов Риаса, Мадеруэло, Кастильново, Фресно-де-Кантеспино, Ланга-де-Дуэро, Орадеро, Фресна, Алькосар и Бараона. Мария Хуана де Луна умерла в 1480 году и была похоронена в главной часовне собора Куэнки. У супругов родился сын:
- Хуан Пачеко-и-Луна (24 апреля 1472—1501), 14-й граф де Сан-Эстебан-де-Гормас.

Во втором браке он женился на Хуане Энрикес де Веласко, дочери Алонсо Энрикеса де Киньонеса, III адмирала Кастилии и, следовательно, двоюродного брата Фернандо II Арагонского, от брака с которым родилось не менее десяти детей:
- Диего Лопес Пачеко (1506—1556), 3-й герцог Эскалона, кавалер Ордена Золотого руна. Женился 11 марта 1525 года на Луизе де Кабрера, преемнице маркиза де Мойя
- Изабель Пачеко, была первой женой Родриго Понсе де Леона, 1-го герцога Аркоса
- Магдалена Пачеко, жена Педро Портокарреро, 2-го маркиза Вильянуэва-дель-Фресно.

В 1492 году маркиза должна была умереть, в ее завещании упоминаются сын, рожденный до Диего, Эрнандо, который был пажом принца Хуана и умер в детстве, и еще одна дочь, Мария; эта дочь была религиозной, как и другие сестры от одного брака: Анна, Франсиска и Хуана. Все сыновья пары, за исключением Диего, умерли в детстве, кроме Эрнандо, Луиса и Франсиско.
Когда его сыну Диего было десять лет, он установил передачу своего наследия и наследственного права, которое унаследует его старший сын. Он также оставил три миллиона мараведов для старшей дочери и два для следующих. Он также оставил полную власть над доходами и территориями маркизата своей жене Хуане Энрикес «за большую любовь, которую мы с ней испытывали друг к другу».
Хуана Энрикес де Веласко умерла всего через несколько месяцев после мужа, 26 апреля 1530 года. Она и Диего Лопес Пачеко-и-Портокарреро были похоронены в монастыре Эль-Парраль, где уже покоились останки 1-го маркиза Виллена и его жены. Мария де Портокарреро.
Среди его прямых потомков выделяется Хуан Мануэль Фернандес Пачеко (1650—1725), основатель и первый директор Королевской испанской академии (RAE) и мажордом-мэр короля Фелипе V. Сын этого Меркьюри Антонио Лопес Пачеко занимал те же должности после смерти своего отца, помимо руководства RAE, он ранее участвовал в качестве ее основателя, занимая кафедру «Q».

## Диего Лопес Пачеко в кино и на телевидении
- Королева после смерти, эпизод 1977 года, сериала «Необычные женщины». Лопеса Пачеко играет Эстанис Гонсалес.
- Хуана ла Лока (фильм) режиссера Висенте Аранды. Второй маркиз Вильена появляется в исполнении Андреса Лимы.
- Изабелла (телесериал) режиссера Хорди Фрадеса. Диего Лопеса Пачеко играет Хавьер Рей.